# داوس بتلر
تشارلز داوسون بتلر (بالإنجليزية: Daws Butler)‏ (16 نوفمبر 1916-18 مايو 1988) هو ممثل صوتي أمريكي.

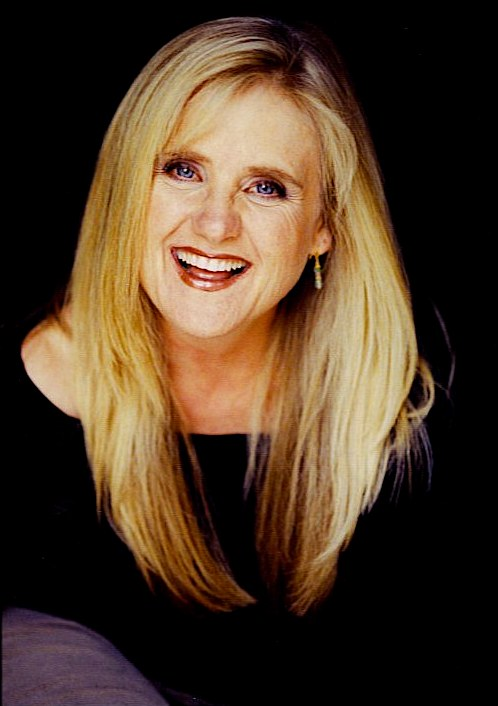
داوس بتلر كان معلم نانسي كارترايت وساعدها على أن تصبح ممثلة أصوات.

## وصلات خارجية
- داوس بتلر على موقع IMDb (الإنجليزية)
- داوس بتلر على موقع ميوزك برينز (الإنجليزية)
- داوس بتلر على موقع تيرنر كلاسيك موفيز (الإنجليزية)
- داوس بتلر على موقع أول موفي (الإنجليزية)
- داوس بتلر على موقع قاعدة بيانات الأفلام السويدية (السويدية)
- داوس بتلر على موقع قاعدة بيانات الفيلم (الإنجليزية)
- داوس بتلر على موقع كينوبويسك (الروسية)

- الموقع الرسمي
- نانسي كارترايت في قاعدة بيانات الأفلام على الإنترنت.